# شهرستان گئورگیفسکی
شهرستان گئورگیفسکی (به لاتین: Georgiyevsky District) یک شهرستان در روسیه است که در سرزمین استاوروپول واقع شده‌است.